# Iain Banks
Iain Menzies Banks (officielt Iain Banks) (født 16. februar 1954, død 9. juni 2013) var en skotsk forfatter. Under navnet Iain M. Banks skrev han science fiction; som Iain Banks skrev han "almindelig" skønlitteratur.

## Biografi
Iain Banks er uddannet ved universitetet i Stirling, hvor han læste engelsk litteratur, filosofi og psykologi. Han flyttede senere til London og boede i det sydlige England, indtil han i 1988 vendte tilbage til Skotland.
April 2013 offentliggjorde Banks, at han havde kræft i galdeblæren. Juni 2013 døde han.

### Politik
Banks' bøger afspejler forfatterens store kendskab til venstrefløjens historie. Hans argument om, at en overflødighedsøkonomi gør et anarkistisk samfund uden bureaukrati muligt (eller endda uundgåeligt) virker tiltrækkende på mange læsere. Han er medunderskriver af Declaration of Carlton Hill, der kræver skotsk uafhængighed.
I slutningen af 2004 var Banks et fremtrædende medlem af den gruppe af britiske politikere og mediefolk, som krævede premierminister Tony Blair retsforfulgt efter invasionen af Irak i 2003. I protest rev Banks sit pas i stykker og sendte stumperne til premierministerens bolig. Han beskriver sine bekymringer over invasionen af Irak i bogen Raw Spirit, og hovedpersonen i romanen The Steep Approach to Garbadale argumenterer på samme måde over for en anden af romanens personer.

### Navne
Ifølge Banks er grunden til at han udgiver bøger under to navne følgende: Hans forældre døbte ham Iain Menzies Banks, men faderen begik en fejl, da han anmeldte fødslen, så Banks er officielt registreret som Iain Banks. På trods af dette fortsatte han med at bruge sit uofficielle mellemnavn, og han ville udgive sin første bog, The Wasp Factory (dansk titel Hvepsefabrikken) under navnet Iain M. Banks. Hans redaktør bad ham dog om at droppe 'M', da det virkede "lidt for omstændeligt". Redaktøren var også bekymret for, at det kunne forveksles med "Rosie M. Banks", der er en biperson i nogle af forfatteren P. G. Wodehouses Jeeves-romaner. Efter tre "almindelige" romaner blev Banks' første science fiction-roman, Consider Phlebas, udgivet. For at skelne mellem de "almindelige" romaner og science fiction-romanerne foreslog Banks, at man genindførte 'M' i navnet.

### Under navnet Iain Banks
- The Wasp Factory (1984 – dansk titel Hvepsefabrikken)
- Walking on Glass (1985)
- The Bridge (1986 – dansk titel Broen)
- Espedair Street (1987 – dansk titel Espedair Street)
- Canal Dreams (1989)
- The Crow Road (1992)
- Complicity (1993 – dansk titel Medskyld)
- Whit (1995)
- A Song of Stone (1997)
- The Business (1999)
- Dead Air (2002)
- The Steep Approach to Garbadale (2007)
- Transition (2009) – dog udgivet i USA under navnet Iain M. Banks
- Stonemouth (2012)

### Under navnet Iain M. Banks
Megen af Banks' science fiction omhandler en kæmpestor interstellar civilisation, Kulturen, som han har udviklet i løbet af seks romaner og et antal noveller.
- Consider Phlebas (1987)
- The Player of Games (1988 – dansk titel Spilleren)
- Use of Weapons (1990 – dansk titel Lejesoldaten)
- Excession (1996)
- Inversions (1998)
- Look to Windward (2000)
- Matter (2008)
- Surface Detail (2010)
- The Hydrogen Sonata (2012)

Desuden har skrevet følgende SF-romaner, der ikke foregår i 'the culture'-universet:
- Against a Dark Background (1993)
- Feersum Endjinn (1994)
- The Algebraist (2004)

### Noveller
Banks har ikke skrevet mange noveller, men han har udgivet én novellesamling under navnet Iain M. Banks:
- The State of the Art (1989)

### Sagprosa
- Raw Spirit* (2003) (en rejsebog om Scotland og landets whiskydestillerier)

Denne artikel er baseret på artiklen Iain Banks på den engelske Wikipedia. 